# یوجین لوی
یوجین لوی (به انگلیسی: Eugene Levy) (زاده ۱۷ دسامبر ۱۹۴۶) بازیگر کانادایی است او در فیلم‌های عروسی آمریکایی، لحظه‌ای در نیویورک، پای آمریکایی، در جستجوی دوری، کلوچه آمریکایی: کتاب عشق بازی کرده‌است.

## فیلمشناسی
- عروسی آمریکایی
- لحظه‌ای در نیویورک
- پای آمریکایی
- در جستجوی دوری
- پای آمریکایی ۲
- پای آمریکایی: کتاب عشق
- باشگاه بهشت
- مرد
- پدر عروس
- دوجینش ارزان‌تر است ۲
- من عاشق دردسرم
- کثرت
- شلپ شلوپ
- تعطیلات نشنال لمپون
- به دست آوردن وودستاک
- پایین به زمین
- پایین آوردن خانه
- نوچه
- جوسی و پوسی‌کت
- زندگی مخفی دختران
- ریچی ریچ ۲